# Hamish Wilcox
Hamish Wilcox es un deportista neozelandés que compitió en vela en la clase 470. Ganó cuatro medallas en el Campeonato Mundial de 470 entre los años 1981 y 1984.

## Palmarés internacional
| Campeonato Mundial | Campeonato Mundial              | Campeonato Mundial | Campeonato Mundial |
| Año                | Lugar                           | Medalla            | Clase              |
| ------------------ | ------------------------------- | ------------------ | ------------------ |
| 1981               | Saint-Pierre-Quiberon (Francia) | Medalla de oro     | 470                |
| 1982               | Cascaes (Portugal)              | Medalla de bronce  | 470                |
| 1983               | Weymouth (Reino Unido)          | Medalla de oro     | 470                |
| 1984               | Auckland (Nueva Zelanda)        | Medalla de oro     | 470                |